# Zygmunt Ochmański
Zygmunt Ochmański (ur. 2 października 1922 w Warszawie, zm. 10 czerwca 2003) – polski piłkarz, grający na pozycji prawego pomocnika. Przez całą piłkarską karierę związany był z klubami warszawskimi. Jako jeden z nielicznych wraz z trzema z nich grał w I lidze.

## Kariera klubowa
Piłkarską karierę rozpoczynał w Orkanie Warszawa, w którym grał w 1937. Później trafił do Skry Warszawa. W trakcie II wojny światowej w okupowanej Warszawie brał udział w podziemnych rozgrywkach piłkarskich, reprezentując drużynę Wawelu Warszawa. W 1944 roku, podczas powstania warszawskiego przeszedł szlak powstańczy (Wola, Starówka, kanały, Śródmieście w batalionie „Chrobry”).
Po zakończeniu działań wojennych w 1945 wznowił karierę i został piłkarzem Polonii Warszawa, w której stał się kluczowym zawodnikiem. Wraz z nią w sezonie 1946 zdobył mistrzostwo Polski, które był wielką sensacją – pierwsze powojenne Mistrzostwo Polski w piłce nożnej zdobyła drużyna ze zrujnowanego miasta, zespół bez stadionu, trenera i pieniędzy. 28 listopada 1948, w meczu z AKS Chorzów, który jego zespół wygrał 4:1, Ochmański zdobył jubileuszowego, 450 gola Polonii w I lidze. W Polonii występował przez cztery lata i zdobył w jej barwach 14 bramek na najwyższym szczeblu rozgrywkowym.
W 1950 trafił do Legii Warszawa, w której występował przez ponad pół roku – zadebiutował w kwietniowym meczu z Garbarnią Kraków (2:2), a ostatni raz wystąpił w listopadowym pojedynku z Lechem Poznań (1:1).

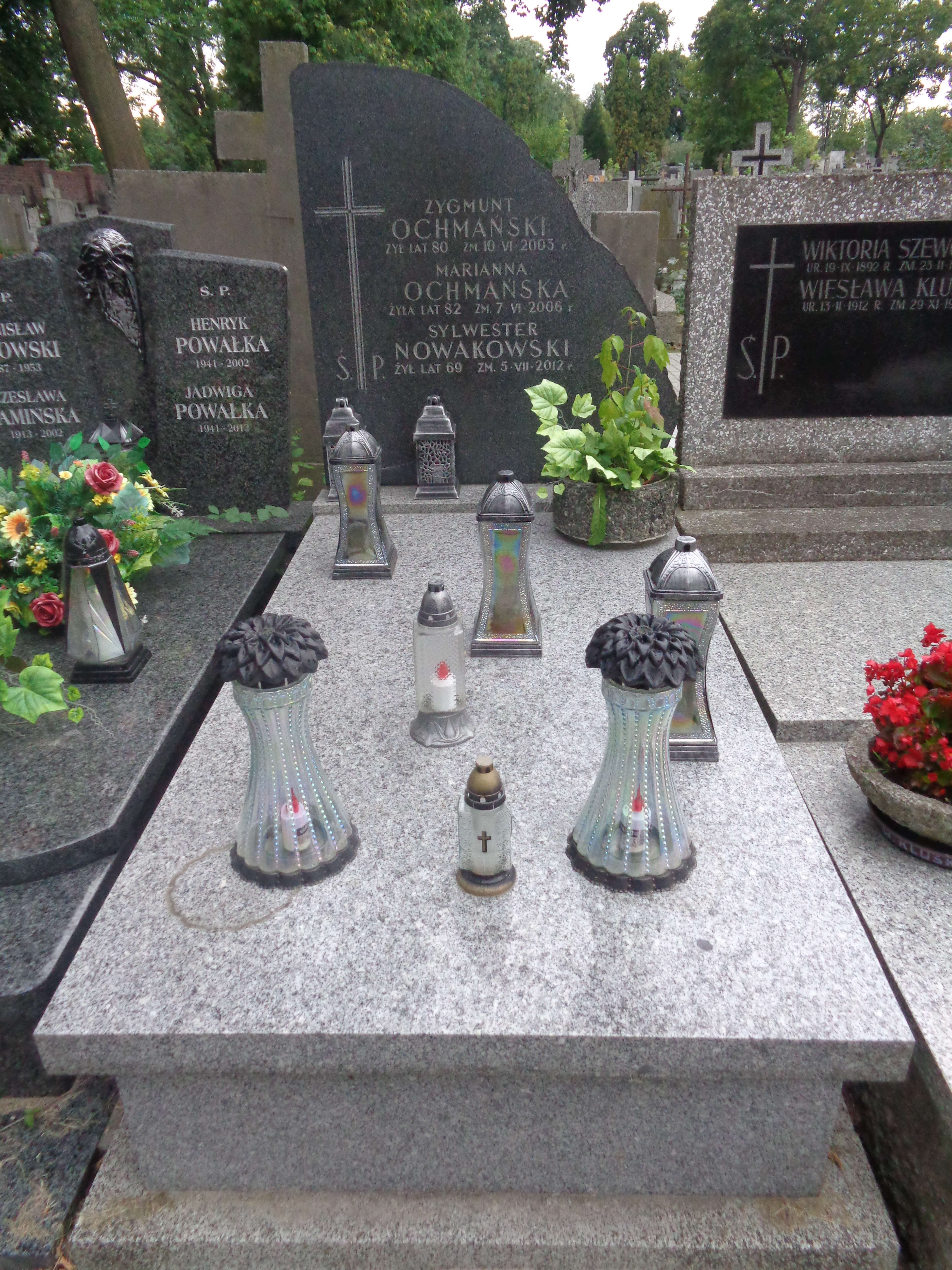
Grób Zygmunta Ochmańskiego na Cmentarzu wolskim w Warszawie.

Po odejściu z Legii, Ochmański kontynuował swoją karierę w Gwardii Warszawa, z którą w sezonie 1954 zdobył Puchar Polski (Gwardia pokonała w finale Wisłę Kraków w dodatkowym meczu 3:1). Piłkarską karierę zakończył w 1956.

## Reprezentacja Polski
Zygmunt Ochmański zaliczył jeden występ w reprezentacji Polski. 10 lipca 1949 zagrał w meczu z Węgrami, który Polacy przegrali 8:2. Piłkarz spędził na boisku pełne 90 minut. Honorowe gole dla polskiej kadry strzelili wówczas Józef Mamoń i Józef Kohut.

## Styl gry
„Nadchodzi 90 minuta. Wielotysięczna rzesza kibiców Wisły czeka na dogrywkę... Ale stało się inaczej. Jeszcze jedna szarża lewą stroną. Otrzymałem piłkę w okolicach środka boiska, minąłem obrońcę, rzuciłem Świcarzowi, ten z klepki Szularzowi. Jurek znalazł się sam na sam z Jurowiczem i dopełnił pewnie formalności. 3:2 dla nas. Szał radości w naszej drużynie, na trybunach grobowa cisza”

Zygmunt Ochmański występował na pozycji prawego pomocnika, jednak był zawodnikiem wszechstronnym. Potrafił dokładnie dograć piłkę koledze, jak również samemu zdobyć gola. Doskonale dryblował, imponował szybkością i dynamiką.
Został pochowany w grobie rodzinnym na cmentarzu Wolskim.

## Sukcesy

### Polonia Warszawa
- mistrzostwo Polski: 1946

### Gwardia Warszawa
- Puchar Polski: 1954